# Molten

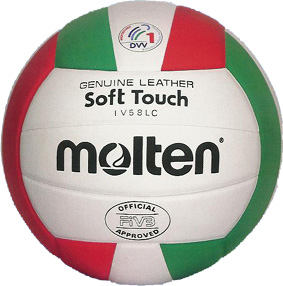
Un ballon de volley-ball.

Molten Corporation (株式会社モルテン, Kabushiki-gaisha Moruten) est une société japonaise (Kabushiki kaisha) de fabrication d'équipement sportif et un équipementier automobile. L'entreprise produit également des matériaux de construction.
Ses ballons de basket-ball, football, handball et volley-ball sont fréquemment utilisés dans des matchs et des compétitions professionnels. Elle produit notamment le ballon de basket-ball utilisé lors des compétitions régies par la FIBA et des Jeux olympiques. Depuis la saison 2006-2007, elle devient l'équipementier officiel de l'Euroligue de basket-ball.
Molten produit aussi le ballon de volley-ball de la fédération américaine et du championnat universitaire (NCAA). Depuis 2012, elle équipe le club de football Alashkert FC dans le championnat d'Arménie de football. 
Molten est l'équipementier officiel de la Fédération Française de Basketball (FFBB). En effet les matchs de la fédération se disputent avec les ballons Molten adaptés pour les hommes, soit de taille 7, mais aussi pour les femmes, soit de taille 6. 

## Historique

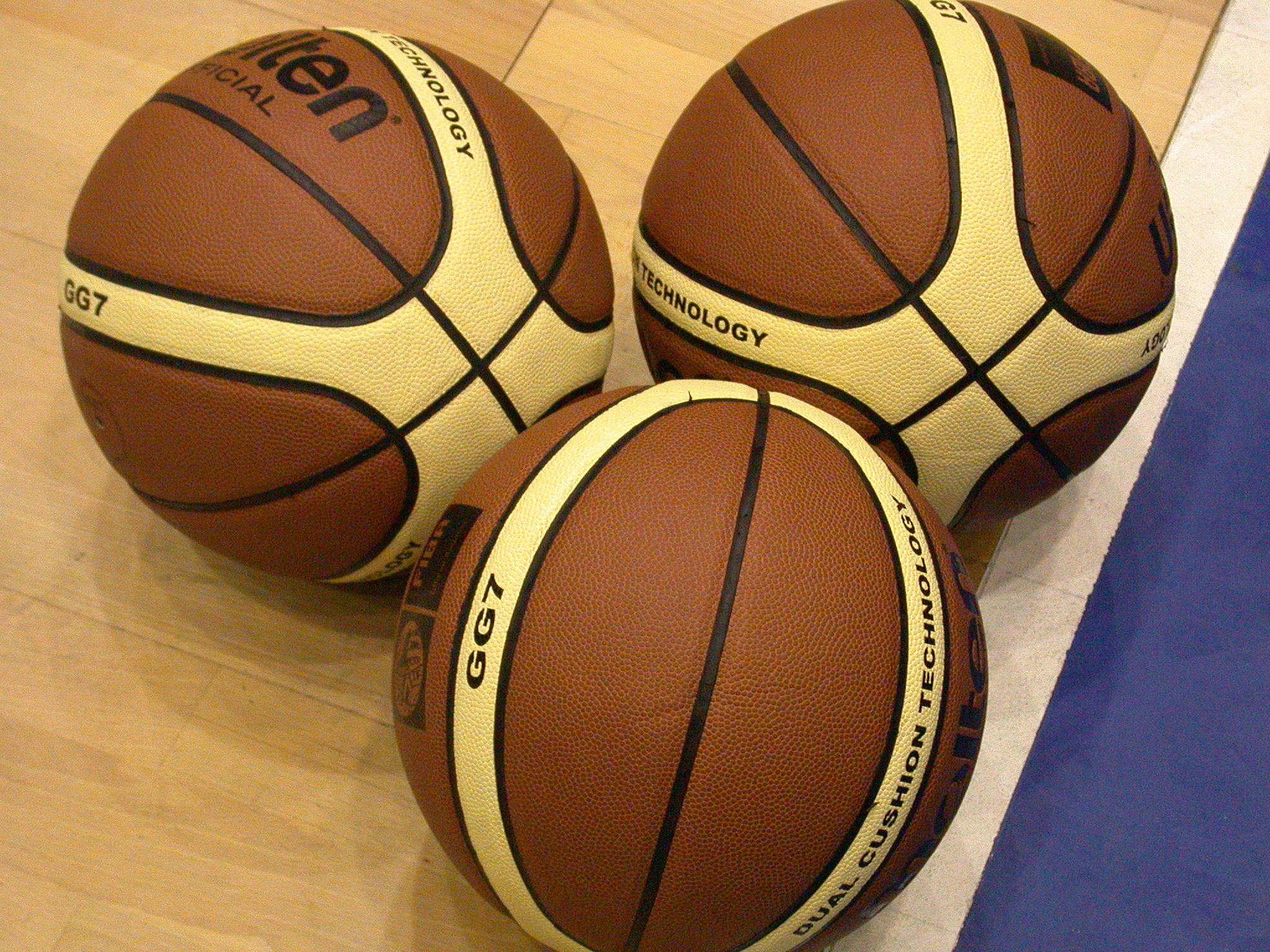
Le ballon de basket-ball utilisé en match officiel selon les règles de la FIBA.

L'entreprise est fondée en 1958 à Hiroshima. Sa filiale américaine, Molten USA, est fondée en 1983 en Californie du Sud. Elle s'installe en 1988 dans le Nevada, à proximité de Reno. 
En 1964, Molten fournit de nombreux ballons pour les Jeux olympiques d'été de Tokyo. 
En 2006, Molten participe à la création du ballon Teamgeist pour la Coupe du monde de football 2006, en tant que fabricant d'équipement d'origine pour Adidas. 